# تاکویا ماروتانی
تاکویا ماروتانی (انگلیسی: Takuya Marutani؛ زادهٔ ۳۰ مهٔ ۱۹۸۹) بازیکن فوتبال اهل ژاپن است.
از باشگاه‌هایی که در آن بازی کرده‌است می‌توان به باشگاه فوتبال سانفریس هیروشیما اشاره کرد.